# Mopsella singularis
Mopsella singularis är en korallart som beskrevs av Thomson 1916. Mopsella singularis ingår i släktet Mopsella och familjen Melithaeidae. Inga underarter finns listade i Catalogue of Life.